# Єлізарово (Бежецький район)
Єлізарово (рос. Елизарово) — присілок в Бежецькому районі Тверської області Російської Федерації.
Населення становить 78 осіб. Входить до складу муніципального утворення Зобинське сільське поселення.

## Історія
Від 2005 року входить до складу муніципального утворення Зобинське сільське поселення.

## Населення
| 2008 | 2010 |
| ---- | ---- |
| 93   | ↘78  |